# Harvard Art Museums
Harvard Art Museums é um conjunto de instituições que fazem parte da Universidade de Harvard e compreende três museus — [2][3] o Fogg Museum (estabelecido em 1895),[4] o Busch-Reisinger Museum (estabelecido em 1903),[4] e o Arthur M. Sackler Museum (estabelecido em 1985)[4] — além de quatro centros de pesquisa — a  Archaeological Exploration of Sardis,[5] o Center for the Technical Study of Modern Art,[6] o Harvard Art Museums Archives, e o Straus Center for Conservation and Technical Studies.
O acervo da instituição compreende aproximadamente 250.000 objetos, abrangendo todas as mídias e oriundos de distintas regiões geográficas e contextos históricos — da Antiguidade à Idade Contemporânea — com representações significativas da Europa, América do Norte, Norte da África, Oriente Médio e do Sul, Sudeste e Leste da Ásia. A edificação principal disponibiliza uma área total de 204.000 pés quadrados (equivalente a 19.000 m²), destinada às funções públicas e institucionais, incluindo espaços expositivos, salas de aula, laboratórios de conservação e pesquisa, entre outros serviços correlatos. Desse total, cerca de 43.000 pés quadrados (4.000 m²) estão alocados especificamente para exposições, evidenciando o compromisso da instituição com a difusão e a fruição do patrimônio cultural.

## Percurso Histórico, Vocação Acadêmica e Relevância Museológica
A gênese e o desenvolvimento dos Harvard Art Museums constituem um testemunho eloquente das intersecções entre erudição humanística, prática museológica e inovação pedagógica no contexto universitário norte-americano. Inseridos no seio da Universidade de Harvard, os museus vinculam-se de modo intrínseco à missão formativa e investigativa da instituição, articulando-se como espaços privilegiados para a reflexão crítica, a preservação patrimonial e a produção de conhecimento no campo da história da arte.
A origem do complexo remonta a 1895, com a fundação do Fogg Art Museum, concebido com o fito de fomentar o ensino da história da arte por meio do contato direto com obras originais. Esta premissa — radical à sua época — fundamentava-se na convicção de que a formação estética e intelectual se enriquece sobremaneira quando alicerçada na observação empírica e na análise material das obras. A instituição destacou-se, desde seus primórdios, pela adoção do connoisseurship como método formativo, sendo decisiva, nesse sentido, a atuação de personalidades como Edward Waldo Forbes e Paul J. Sachs, cujos legados ultrapassam os limites da museologia norte-americana e reverberam internacionalmente.
A expansão do projeto museológico deu-se nas décadas subsequentes, refletindo um alargamento epistemológico e geográfico do acervo. O Busch-Reisinger Museum, inaugurado em 1903 sob a égide da cultura germânica e nórdica, destacou-se como o único museu da América do Norte dedicado exclusivamente às artes dos países de língua alemã, notadamente da Alemanha, Áustria e Suíça, incluindo o expressionismo e a Bauhaus. A criação do Arthur M. Sackler Museum, em 1985, respondeu à necessidade de abrigar e valorizar as coleções oriundas da Ásia, do Oriente Médio e do Mediterrâneo antigo, ampliando significativamente o escopo geocultural da instituição e ratificando sua vocação cosmopolita.

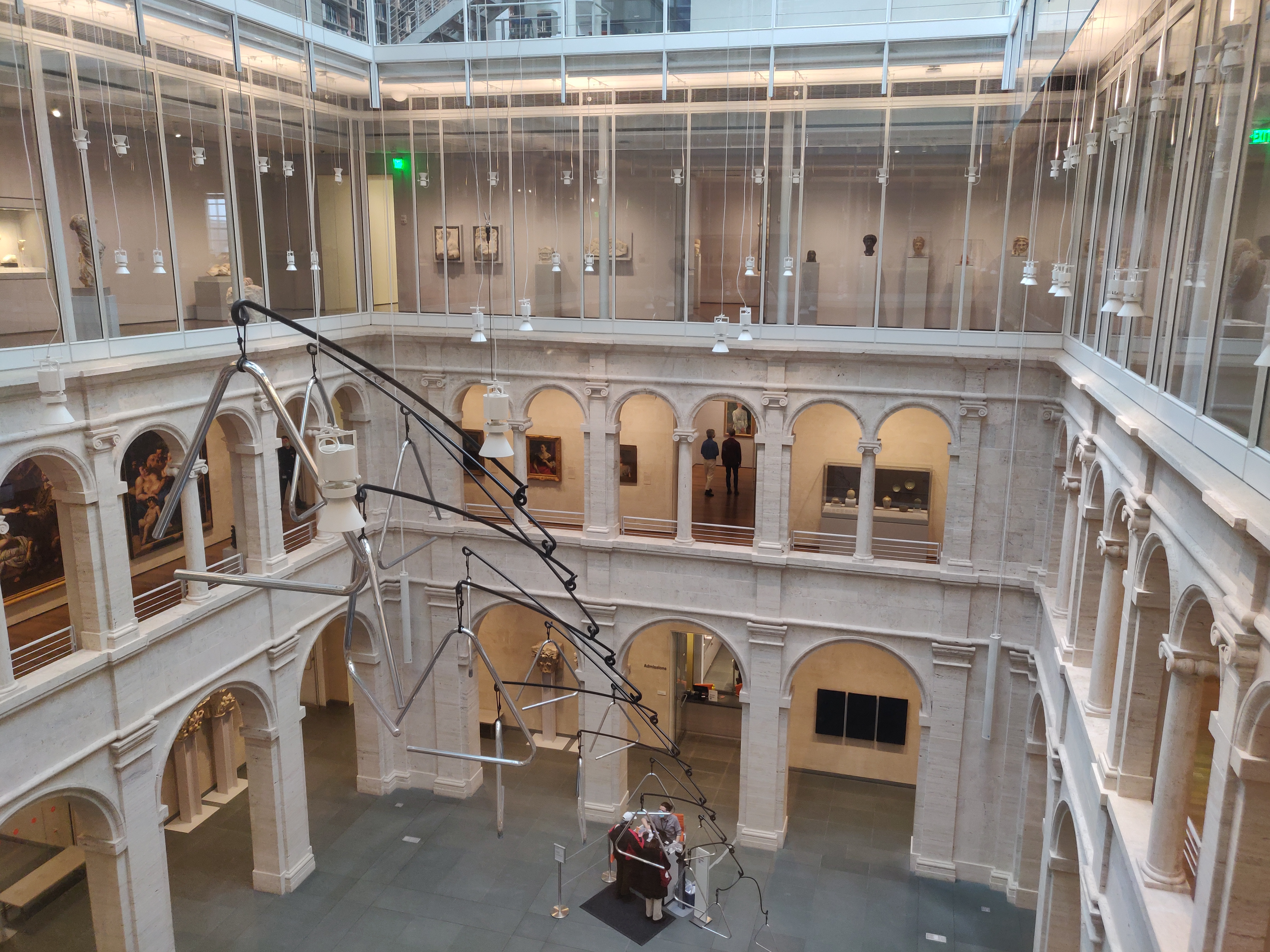
Átrio da 32 Quincy Street

A consolidação da identidade integrada dos museus ocorreu em 2008, quando as três instituições passaram a operar sob a designação comum Harvard Art Museums, preservando, contudo, suas singularidades curatoriais e epistemológicas. A reestruturação física do edifício, conduzida pelo arquiteto Renzo Piano e inaugurada em 2014, não apenas modernizou os espaços expositivos e funcionais, como instituiu uma arquitetura da transparência e da pedagogia: laboratórios de conservação visíveis ao público, salas de aula integradas ao acervo e áreas de estudo interdisciplinares foram concebidas como dispositivos museológicos voltados à fruição ativa e à formação crítica.
O acervo, abrangendo um amplo espectro cronológico e procedências diversas é um  locus privilegiado de interlocução entre culturas, temporalidades e linguagens visuais. Sua atuação transcende as funções convencionais de um museu universitário, instaurando-se como um laboratório vivo de práticas curatoriais, de pesquisa avançada e de formação de excelência no campo da museologia, da conservação e da história da arte.
A história dos Harvard Art Museums não pode ser compreendida apenas como a evolução de um acervo ou a ampliação de uma estrutura física, mas deve ser lida como a materialização de uma filosofia institucional que concebe o museu como espaço de experimentação intelectual, de hospitalidade epistêmica e de compromisso com a memória e a imaginação crítica.